# 白銀比例
白銀分割率是一個無理數的數學常數，符號δS，定義為以下的數值：
{\displaystyle 1+{\sqrt {2}}=2.4142135623730950488...\,.}
又稱白銀比例、白銀分割，白銀比例的命名和黃金比例類似，斐波那契数列後一項和前一項的比值會趨近黃金比例，而佩爾數数列後一項和前一項的比值會趨近白銀比例。白銀比例和2的算術平方根、三角平方數、佩爾數及正八邊形都有關係，希臘時期的數學家就已開始研究白銀分割率，但當時沒有為此一數值命名。
若二個數{\displaystyle a}和{\displaystyle b}的比值等於白銀比，則二數可以滿足以下的方程：
{\displaystyle {\frac {2a+b}{a}}={\frac {a}{b}}\equiv \delta _{S}\,.}
白銀比例可以用連續分數[2; 2, 2, 2, ...]表示
{\displaystyle \delta _{S}=2+{\cfrac {1}{2+{\cfrac {1}{2+{\cfrac {1}{2+\ddots }}}}}}\,.}
連續分數的漸近分數{\displaystyle T\left({\frac {2}{1}},{\frac {5}{2}},{\frac {12}{5}},{\frac {29}{12}},{\frac {70}{29}},\cdots \right)}即為連續二項佩爾數的比值。這些分數可提供白銀分割率的準確丟番圖逼近，就像連續二項斐波那契数列的比值可作為黃金比例的丟番圖逼近一様。白银比例即第2贵金属分割。

## 性質
白銀比例的共軛數{\displaystyle 1-{\sqrt {2}}={\tfrac {-1}{\delta _{S}}}\sim -0.41\,}其絕對值小於1，因此白銀比例為皮索特-維賈亞拉加文數（PV數），且白銀比例是第二小的二次PV數（最小的是黃金比例）。白銀分割的乘幂距最接近整數的距離為{\displaystyle {\frac {1}{\delta _{S}^{n}}}\sim 0.41^{n}\,}，會趨近於0。

### 乘幂
以下列出白銀比例的幾個乘幂：
{\displaystyle \!\ \delta _{S}^{0}=[1]=1}
{\displaystyle \delta _{S}^{1}=\delta _{S}+0=[2;2,2,2,2,2,\dots ]\approx 2.41421}
{\displaystyle \delta _{S}^{2}=2\delta _{S}+1=[5;1,4,1,4,1,\dots ]\approx 5.82842}
{\displaystyle \delta _{S}^{3}=5\delta _{S}+2=[14;14,14,14,\dots ]\approx 14.07107}
{\displaystyle \delta _{S}^{4}=12\delta _{S}+5=[33;1,32,1,32,\dots ]\approx 33.97056}
乘幂的遞迴關係式如下：
{\displaystyle \!\ \delta _{S}^{n}=K_{n}\delta _{S}+K_{n-1}}
其中
{\displaystyle \!\ K_{n}=2K_{n-1}+K_{n-2}}
因此可用上式得到以下乘幂的值：
{\displaystyle \!\ \delta _{S}^{5}=29\delta _{S}+12=[82;82,82,82,\dots ]\approx 82.01219}
利用{\displaystyle K_{0}=1} 及 {\displaystyle K_{1}=2}為初始條件，可以利用求解以下的遞迴關係式得到{\displaystyle K_{n}}的解：
{\displaystyle \!\ K_{n}=2K_{n-1}+K_{n-2}}
{\displaystyle K_{n}}可以表示為以下的式子
{\displaystyle \!\ K_{n}={\frac {1}{2{\sqrt {2}}}}{(\delta _{S}^{n+1}-{(2-\delta _{S})}^{n+1})}}

### 三角性質
白银比例和{\displaystyle {\tfrac {\pi }{8}}=22.5^{\circ }} 的三角函數數值有關：
{\displaystyle \textstyle \sin {\frac {\pi }{8}}=\cos {\frac {3\pi }{8}}={\frac {1}{2}}{\sqrt {2-{\sqrt {2}}}}={\sqrt {\frac {1}{2\delta _{s}}}}}
{\displaystyle \textstyle \cos {\frac {\pi }{8}}=\sin {\frac {3\pi }{8}}={\frac {1}{2}}{\sqrt {2+{\sqrt {2}}}}={\sqrt {\frac {\delta _{s}}{2}}}}
{\displaystyle \textstyle \tan {\frac {\pi }{8}}=\cot {\frac {3\pi }{8}}={\sqrt {2}}-1={\frac {1}{\delta _{s}}}}
{\displaystyle \textstyle \cot {\frac {\pi }{8}}=\tan {\frac {3\pi }{8}}={\sqrt {2}}+1=\delta _{s}}
邊長為a的正八邊形面積可以用下式表示：
{\displaystyle A=\textstyle 2a^{2}\cot {\frac {\pi }{8}}=2(1+{\sqrt {2}})a^{2}\approx 4.828427a^{2}.}

## 紙張大小及白銀長方形
依ISO 216的紙張尺寸其長寬之間的比例為{\displaystyle 1:{\sqrt {2}}}，若其中切掉一塊邊長和長方形短邊相同的正方形，剩下的長方形長寬比例為{\displaystyle 1:{\sqrt {2}}-1}，也等於{\displaystyle 1+{\sqrt {2}}:1}，此比例和白銀比例有關。若一長方形的縱橫比為白銀比例，此長方形有時會稱為「白銀長方形」，不過白銀長方形也可以指縱橫比為√2的長方形。
若將白銀長方形切掉一塊邊長和長方形短邊相同的正方形，剩下的會是白銀長方形，再重覆此步驟一次，會得到原來那一種白銀長方形，但其比例為原來的{\displaystyle {\sqrt {2}}-1}倍。
不過只有縱橫比為{\displaystyle {\sqrt {2}}}的長方形，其對半切開後可以得到二個縱橫比例也是{\displaystyle {\sqrt {2}}}的較小長方形。
白銀分割和正八邊形有關，若正八邊形分成二個相同大小的等腰梯形及一個長方形，則長方形的縱橫比恰為白銀比例，且梯形的四邊比例會是{\displaystyle 1:1:1:\delta _{S}}。
若正八邊形的邊長為t，則其內切圓的直徑為{\displaystyle \delta _{S}t}，則面積為{\displaystyle 2\delta _{S}t^{2}}.。

## 外部連結
- 埃里克·韦斯坦因. . MathWorld.